# Fricativa uvular sorda
La fricativa uvular sorda és un so de la parla que es transcriu com [χ] a l'AFI (una lletra khi minúscula de l'alfabet grec). No s'ha de confondre amb la fricativa velar sorda, que es transcriu [x] i que és un so més fort. Està present a llengües força parlades com el francès o l'alemany.

## Característiques
- És una consonant uvular perquè la llengua toca a l'úvula i no al paladar en articular-la
- És un so sord, ja que no hi ha vibració de les cordes vocals
- S'anomena fricativa perquè l'aire, en passar per la boca, flueix per un canal estret que provoca turbulències sense arribar a tancar-se del tot
- És un fonema pulmonar egressiu

## En català
En català no existeix aquest fonema, només el corresponent velar malgrat no ser genuí.